# César Monasterio
César Leonardo Monasterio (Hurlingham, Buenos Aires,; 10 de enero de 1971) es un exfutbolista argentino que se desempeñaba como arquero. Actualmente dirige a 
San Telmo de la Primera Nacional.

## Clubes

### Como jugador
| Club                         | País      | Año       |
| ---------------------------- | --------- | --------- |
| Deportivo Morón              | Argentina | 1991-1995 |
| Platense                     | Argentina | 1995-1998 |
| Almirante Brown de Arrecifes | Argentina | 1998-1999 |
| Tigre                        | Argentina | 1999      |
| Independiente Rivadavia      | Argentina | 2000      |
| Oriente Petrolero            | Bolivia   | 2000-2001 |
| San Martín de San Juan       | Argentina | 2001-2007 |
| Estudiantes (BA)             | Argentina | 2008-2009 |
| Almirante Brown              | Argentina | 2009-2012 |
| Deportivo Laferrere          | Argentina | 2013-2017 |

### Como entrenador
| Club                   | País                 | Año                  | PJ  | PG | PE | PP | GF  | GC  | DG | EF%    |
| ---------------------- | -------------------- | -------------------- | --- | -- | -- | -- | --- | --- | -- | ------ |
| Deportivo Laferrere    | Argentina            | 2019-2020            | 23  | 12 | 6  | 5  | 30  | 22  | +8 | 60.87% |
| Liniers                | Argentina            | 2021-2023            | 45  | 16 | 14 | 15 | 53  | 50  | +3 | 45.93% |
| San Martín de San Juan | Argentina            | 2023                 | 34  | 14 | 9  | 11 | 44  | 38  | +6 | 50%    |
| All Boys               | Argentina            | 2024                 | 24  | 8  | 9  | 7  | 16  | 17  | -1 | 45.83% |
| Deportivo Morón        | Argentina            | 2024                 | 13  | 2  | 5  | 6  | 7   | 13  | -6 | 28.21% |
| San Telmo              | Argentina            | 2025                 | 23  | 6  | 10 | 7  | 22  | 26  | -4 | 40.58% |
| Total en sus equipos   | Total en sus equipos | Total en sus equipos | 162 | 58 | 53 | 51 | 171 | 165 | +6 | 46.71% |

## Palmarés

### Como jugador

#### Campeonatos nacionales
| Título    | Club            | País      | Año     |
| --------- | --------------- | --------- | ------- |
| Primera B | Almirante Brown | Argentina | 2009/10 |

### Como entrenador

#### Títulos nacionales
| Título    | Club    | País      | Año  |
| --------- | ------- | --------- | ---- |
| Primera D | Liniers | Argentina | 2021 |

- Datos: Q5202575